# منتخب نيوزيلندا للكريكت للسيدات
منتخب نيوزيلندا للكريكت للسيدات (بالإنجليزية: New Zealand women's national cricket team)‏ هو ممثل نيوزيلندا الرسمي في المنافسات الدولية في الكريكت للسيدات
.